# Mende (jezik)
Mende (boumpe, hulo, kossa, kosso; ISO 639-3: men), jezik istoimenog naroda Mende iz Sijera Leone (1 460 000 govornika; 1987 UBS) i Liberije (19 700; 1991 Vanderaa), član uže skupine Mende-Loko, porodice mande. Ima nekoliko dijalekata kpa, ko, waanjama i sewawa.

## Vanjske poveznice
- Ethnologue (14th)
- Ethnologue (15th)

- mende jezik (karta)